# Villa Angarano
| Imagem: Cidade de Vicenza e Villas de Palladio no Véneto | A Villa Angarano está incluída no sítio "Cidade de Vicenza e Villas de Palladio no Véneto", Património Mundial da UNESCO. |  |

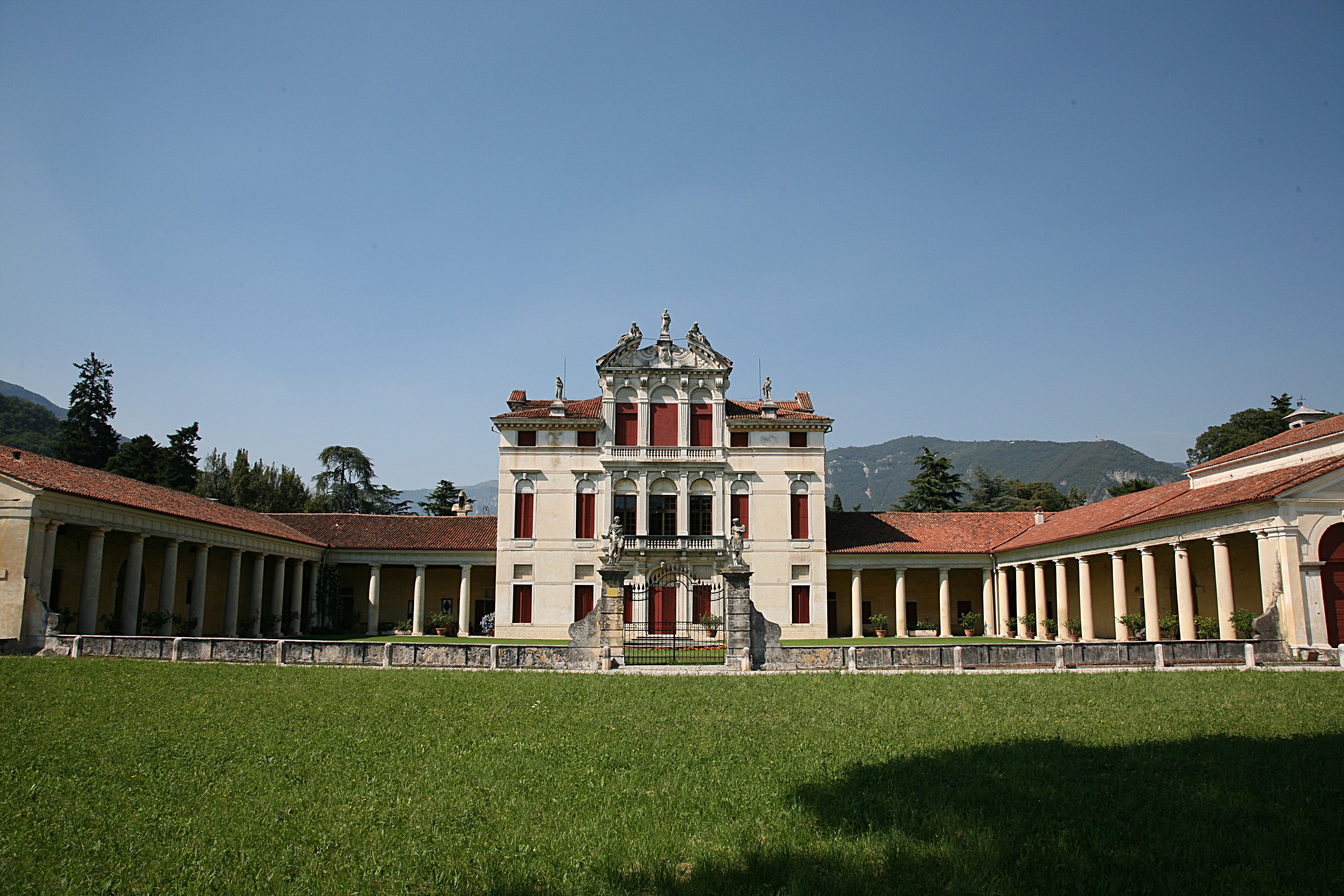
Fachada da Villa Angarano.

A Villa Angarano é uma villa italiana do Véneto situada em Bassano del Grappa, Província de Vicenza. Concebida originalmente por Andrea Palladio por volta de 1548, somente as alas laterais foram construídas segundo o projecto do célebre arquitecto. O corpo central é obra de Baldassarre Longhena e data do século XVII.
O edifício está classificado, desde 1996, como Património Mundial da Humanidade pela UNESCO, juntamente com as outras villas palladianas do Véneto, apesar de ser sido apenas parcialmente concebido por Palladio.

## História

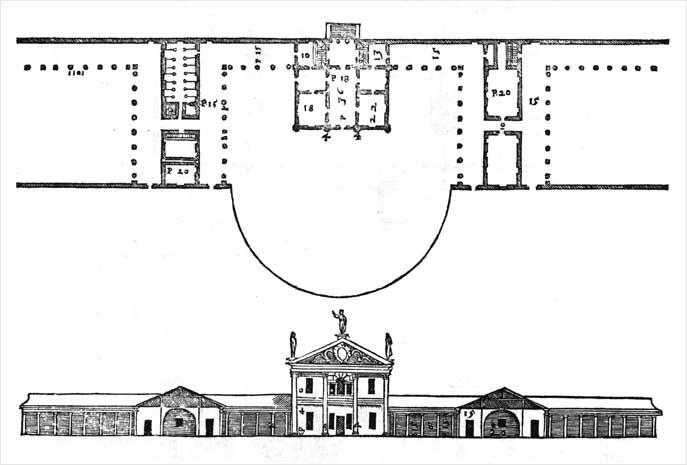
Projecto original de Andrea Palladio (realizado só nas naves laterais), da I quattro libri dell'architettura, 1571.

Da villa que Palladio projectou para o seu grande amigo Giacomo Angarano nos arredores de Bassano del Grappa existe muito pouco: somente dois braços que flanqueiam um corpo principal de aspecto claramente seiscentista. A tábua dos I Quattro Libri dell'Architettura de Palladio (II, p. 63) dá-nos a planimetria do complexo nas intenções do arquitecto: dois braços curvados em "U" que circundam um corpo principal fortemente saliente. O desenho original incluia áreas para servirem como celeiros, estábulos, pombais adegas e outros espaços utilitários. No entanto, nem todos estes elementos foram realmente construídos.
Pelos documentos, sabemos que no lugar já existia anteriormente um edifício habitado por Giacomo: provavelmente foi por esse motivo que se iniciaram os trabalhos pelas naves, trabalhos que se arrastaram antes de envolverem a reestruturação da antiga casa, implentada em seguida, não sendo certo que tenha seguido o projecto palladiano. Na realidade, não é segura nem ao menos a data em que a villa foi projectada.
Tradicionalmente, remonta ao final da década de 1540, com sólidas argumentações, mas é possivel que esteja ligada com a herança inesperada do seu irmão Marcantonio que Giacomo obteve em 1554, considerando também que, dois anos mais tarde, este adquiriria importantes cargos públicos em Vicenza.
Angarano era um apaixonado pela arquitectura e um amigo próximo de Palladio, o qual lhe dedicou, em 1570, a primeira metade dos Quattro Libri. Porém, crê-se que o patrono de Palladio teve que parar o projecto por razões financeiras. Dezoito anos mais tarde, Giacomo foi forçado a restituir todo o dote à família da sua nora, que permanecia viúva, o que provocou um colapso financeiro que o obrigou a vender a villa ao patrício veneziano Giovanni Formenti.
No entanto, o edifício central acabou por ser reconstruído, no século XVII, segundo uma planta de Baldassarre Longhena, embora não seja palladiano no estilo.

## Galeria de imagens

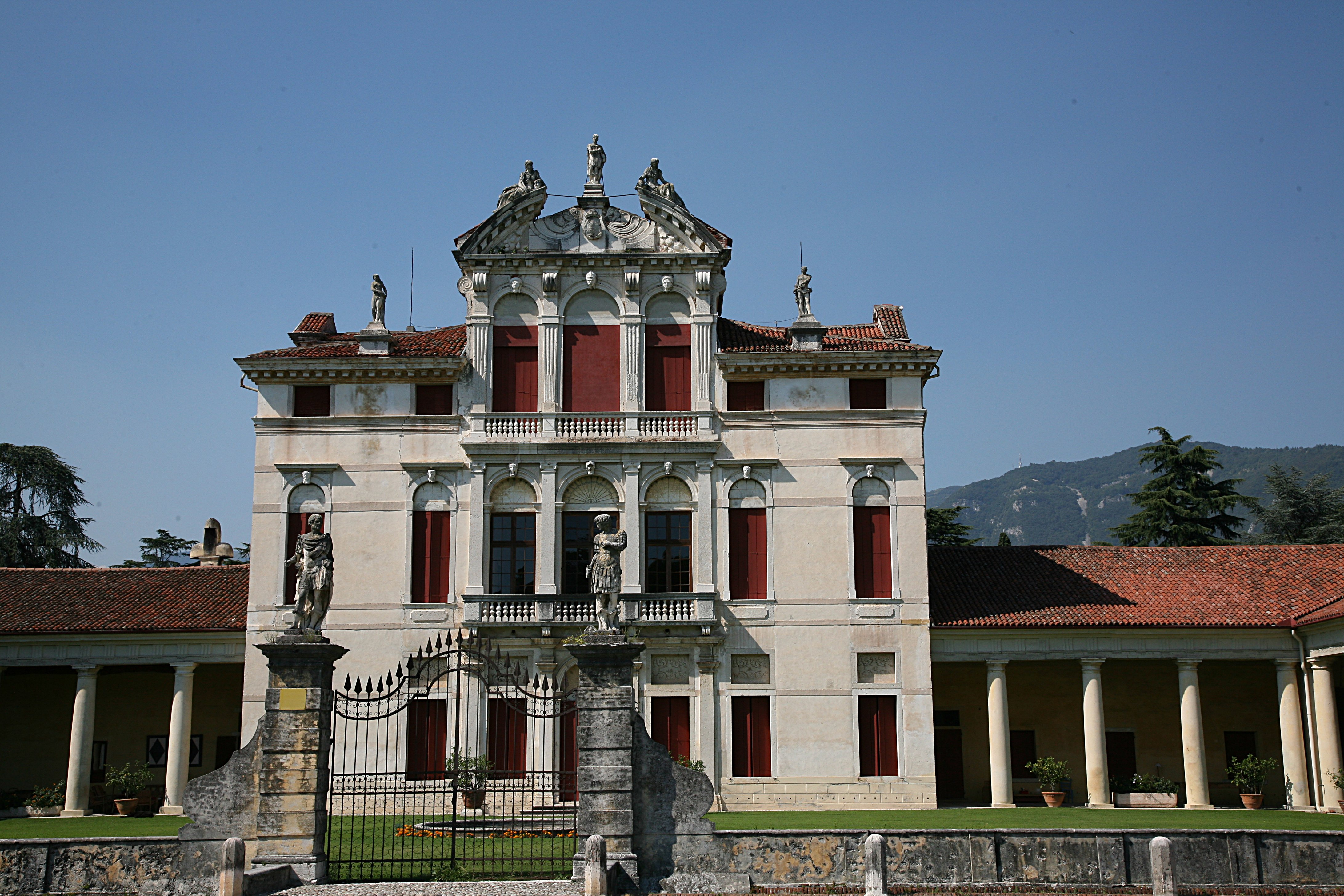
Fachada do corpo central da Villa Angarano
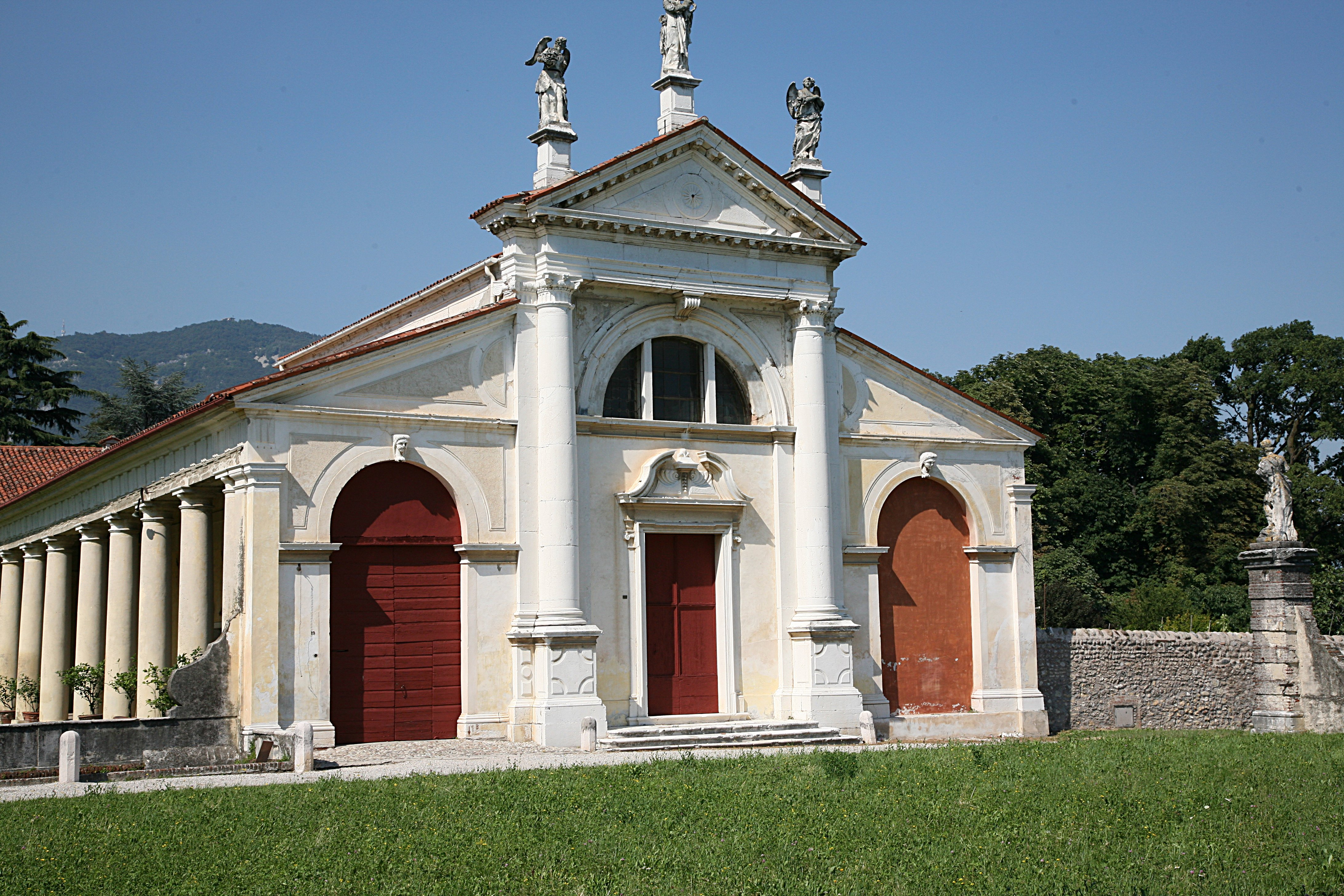
A capela nobre
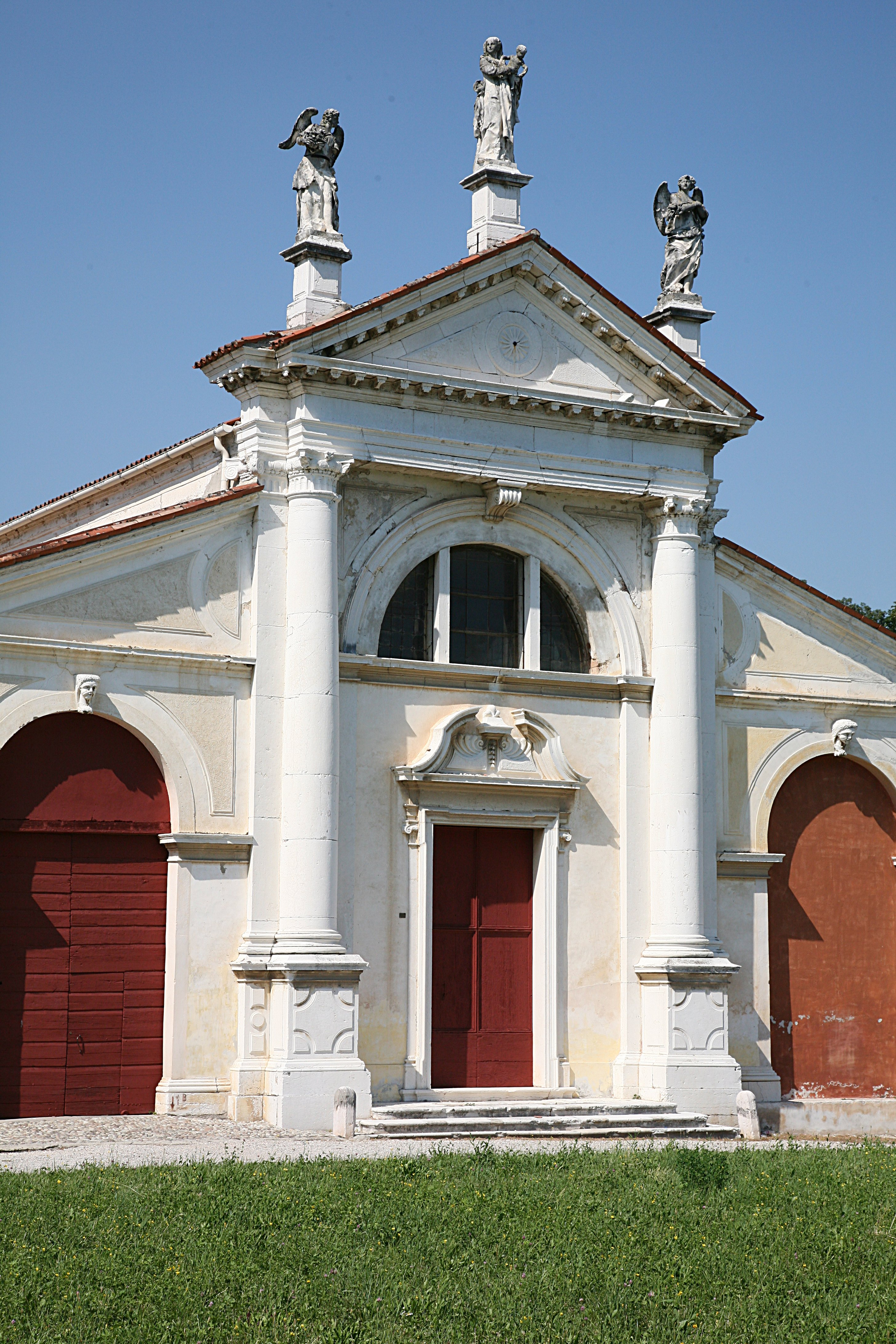
Detalhe do portal de entrada da capela nobre